# Falcidens liosqueameus
Falcidens liosqueameus is een schildvoetigensoort uit de familie van de Chaetodermatidae. De wetenschappelijke naam van de soort is voor het eerst geldig gepubliceerd in 1969 door Salvini-Plawen.